# San Ramón Tizal
San Ramón Tizal es una localidad peruana ubicada en el istrito de Cristo Nos Valga, perteneciente a la provincia de Sechura del departamento de Piura, al norte del Perú. En el 2017 tenía una población de 40 habitantes.